# Óscar Tomás Mas
Oscar Tomás Mas (Villa Ballester, 29 d'octubre de 1946) fou un futbolista argentí dels anys 60 i 70.
La majoria de la seva carrera la visqué a River Plate, on és el segon màxim golejador del club de tots els temps. Debutà a primera divisió el 1964 amb 17 anys. Guanyà dos campionats argentins l'any 1975. Fou dos cops màxim golejador del campionat i un cop a la Copa Libertadores. Amb 199 gols en 382 partits és el segon màxim golejador de la història de River per darrere d'Ángel Labruna.
Jugà una temporada al Reial Madrid on guanyà una Copa d'Espanya, i més tard a l'América de Cali de Colòmbia i al Quilmes AC, perllongant la seva carrera fins a mitjan des anys 80 a diversos clubs modestos argentins. En total marcà 215 gols en 329 partits a la primera divisió argentina.
Disputà 37 partits amb la selecció argentina entre 1965 i 1972, marcant 10 gols. Participà en la Copa del Món de Futbol de 1966 a Anglaterra.

## Palmarès
- Campionat argentí de futbol:
  - Nacional 1975, Metropolitano 1975
- Copa del Rei de futbol:
  - 1973-74
- Màxim golejador del campionat argentí de futbol:
  - Metropolitano 1970, Metropolitano 1973
- Màxim golejador de la Copa Libertadores:
  - 1970